# Henri Françillon
Henri Robert Françillon (Puerto Príncipe; 26 de mayo de 1946) es un jugador de fútbol haitiano retirado que se desempeñaba como portero. Participó en la Copa del Mundo de 1974 en Alemania con la selección de su país.
Después de su retiro, trabajó como senador y se sentó en el parlamento de Haití durante cinco años. En 1986, como resultado de los disturbios que estallaron en su país, se fue a Estados Unidos, allí solicitó asilo en Florida en 1986 junto con su esposa y cuatro hijos.
Después de mudarse a Massachusetts cuando su casa fue destruida a raíz del Huracán Andrew, trabajó como limpiador del Centro de Convenciones de Boston. A principios de 2010, hubo informes sobre su presunta muerte en 1999, sin embargo fueron falsos ya que ahora vive en Norwood.

## Trayectoria
Jugó en las filas del Victory Sportif Club, donde debuta en 1965 y permanece hasta 1971, ya que el Violette lo contrata pero el año siguiente regresa.
El TSV 1860 Múnich de la 2ª Bundesliga lo contrató para la temporada 1974-75. No se convirtió en titular y solo hizo cinco partidos de liga.
Luego de su experiencia alemana, regresa al Victory SC en 1976, pero es fichado por el Ottawa Tigers de la Canadian National Soccer League en el mismo año. Volvió al club donde surgió y se queda ahí hasta su retiro en 1977.

## Selección nacional
Ha vestido la camiseta de Haití en treinta y cinco ocasiones, participando en el Mundial de Alemania de 1974, jugando los tres partidos y concediendo catorce goles. 
Su debut se remonta al 28 de marzo de 1965 en la derrota por 3-0 ante Guatemala, mientras que su última aparición fue el 23 de octubre de 1977 en la victoria por 1-0 contra Surinam.

### Participaciones en Copas del Mundo
| Mundial                        | Sede     | Resultado    |
| ------------------------------ | -------- | ------------ |
| Copa Mundial de Fútbol de 1974 | Alemania | Primera fase |

## Clubes
| Club                     | País                | Año       |
| ------------------------ | ------------------- | --------- |
| Victory                  | Haití               | 1965-1977 |
| Violette (cesión)        | Haití               | 1971      |
| TSV 1860 Múnich (cesión) | Alemania Occidental | 1974-1975 |
| Ottawa Tigers (cesión)   | Canadá              | 1976      |

## Palmarés

### Títulos nacionales
| Título        | Equipo  | País  | Año  |
| ------------- | ------- | ----- | ---- |
| Copa Nacional | Victory | Haití | 1970 |
| Copa Nacional | Victory | Haití | 1971 |

### Títulos internacionales
| Título                                | Equipo | Sede  | Año  |
| ------------------------------------- | ------ | ----- | ---- |
| Campeonato de Naciones de la Concacaf | Haití  | Haití | 1973 |